# Abracadabra (album d'Henri Dès)
Pour les articles homonymes, voir Abracadabra (homonymie).
Albums de Henri Dès
L'Hirondelle et le Papillon
(2008) Casse-pieds
(2013)
Abracadabra est le 17e et avant-dernier album pour enfants d'Henri Dès sorti en 2011,,.
L'album comporte 24 pistes, dont 12 instrumentales. Il contient notamment une réinterprétation décalée du conte Hansel et Gretel, dans « De l'autre côté du pont », et évoque la question du divorce. La troisième piste, « Maman je t'aime », est chantée avec ses deux petits-enfants, source d'inspiration de la chanson.
L'album atteint la 95e place dans le hit-parade belge.

## Liste des chansons
1. Abracadabra[4]
2. Des Bottes à Ton Chat[8]
3. Maman je t'aime (avec Jeanne et Tim)[6]
4. La Fête à l'école
5. Regarde-Moi
6. De L'autre Côté Du Pont
7. Qui C'est Qui Fait Cui-Cui
8. Les Rouspéteurs
9. 1 Caillou + 1 Caillou
10. Drôles De Rêves
11. Les Trois Petits Cochons
12. Gentil Doudou